# ミチェル・サルガド
ミチェル・サルガド (Míchel Salgado)ことミゲル・アンヘル・サルガド・フェルナンデス（Miguel Ángel Salgado Fernández, 1975年10月22日 - ）は、スペイン・ガリシア州アス・ネベス出身の元サッカー選手、現サッカー指導者、実業家。現役時代のポジションはディフェンダー。元スペイン代表。
好きなアーティストはU2。既婚者であり、義父は元レアル・マドリード会長のロレンソ・サンスである。

## クラブ経歴

### セルタ・デ・ビーゴ
ガリシア州ポンテベドラ県アス・ネベスに生まれた。1994年に地元のセルタ・デ・ビーゴの下部組織に入団し、1995年1月22日、レアル・マドリード戦(0-4)でプリメーラ・ディビシオン（1部）デビューした。1995-96シーズンまでにレギュラーに定着することができず、1996年夏にセグンダ・ディビシオン（2部）のUDサラマンカにレンタル移籍した。1998年2月、アトレティコ・マドリード戦でジュニーニョ・パウリスタに危険なバックチャージを仕掛け、その結果負傷したジュニーニョは6ヶ月間を棒に振って1998 FIFAワールドカップ出場も逃した。

### レアル・マドリード
1999年7月1日、移籍金1100万ユーロでレアル・マドリードに移籍した。2000年代前半のクラブは銀河系政策と呼ばれる強化方針の元にスター選手を多数獲得しており、攻撃参加の得意な左サイドバックのロベルト・カルロスが脚光を浴びていたが、サルガドも豊富な運動量と献身的な守備でチームの土台を支えた。1999-2000シーズンはリーグ戦29試合に出場し、UEFAチャンピオンズリーグ優勝に貢献した。
2004-05シーズンまでは不動の右サイドバックとして多くのタイトル獲得に貢献したが、2005年夏にセビージャFCから若手のセルヒオ・ラモスが加入し、さらに2006年冬にはシシーニョが加わり、激しいポジション争いを演じた。セルヒオ・ラモスはセンターバックとして出場することが多かったが、シシーニョの加入直後に負傷して長期離脱を余儀なくされ、右サイドバックのポジションを明け渡した。
2006-07シーズン序盤にはシシーニョがシーズンの大半を棒に振る大怪我を負い、若手のミゲル・トーレスなどと併用されて16試合に出場して30回目のリーグ優勝に携わることができた。2007年夏にはセンターバックのペペとクリストフ・メッツェルダーが加入し、セルヒオ・ラモスが本来のポジションである右サイドバックに戻ったため、先発出場の機会は激減したが、負傷者が多かったためにある程度の出場機会は得られた。2008-09シーズンではセンターバックの選手に負傷が非常に多く、セルヒオ・ラモスがセンターバックに入りサルガドが右サイドバックで先発出場することも多かった。2007-08シーズンと2008-09シーズンは合わせて17試合しか出場することができず、2008-09シーズン最終節のCAオサスナ戦(1-2)では退場処分を受けた。2009年8月4日、すでにプレシーズンも半ばにさしかかっていた頃に契約解除が決まった。

### ブラックバーン・ローヴァーズFC
34歳になろうとしていた2009年夏、プレミアリーグのブラックバーン・ローヴァーズFCのトライアルでのプレーがサム・アラーダイス監督の目に適い、8月19日に2年契約を結んだ。9月12日のウルヴァーハンプトン・ワンダラーズFC戦(3-1)でデビューし、10月27日のフットボールリーグカップ・ピーターバラ・ユナイテッドFC戦で初得点を決めた。2011年1月27日、35歳になっていたサルガドはクラブとの契約を延長し、11—12シーズンをもって36歳で現役を引退した。

## 代表経歴

### スペイン代表
各年代の世代別スペイン代表を経験し、1998年9月5日、UEFA欧州選手権2000予選のキプロス戦(2-3)でスペインA代表デビュー。UEFA欧州選手権2000本大会に出場するメンバーにも選ばれ、レギュラーとして起用された。
2002年に日本と韓国で共催された2002 FIFAワールドカップにも出場が確実視されていたが、大会直前で負傷して出場を逃した。2004年のUEFA欧州選手権2004も同様に出場を逃したが、2006年にドイツで開催された2006 FIFAワールドカップにはセルヒオ・ラモスの控えとして出場した。

### ガリシア州選抜
ガリシア州・アス・ネベス出身のサルガドはガリシア州選抜としてもプレーした。

## 指導者経歴
現役引退後は、ドバイに移住して古巣レアル・マドリードとアラブ首長国連邦サッカー協会が提携するドバイ・フットボールアカデミーのディレクターを務め、その傍らFIFAの大使に就任して若年層の育成に携わっている。また2016年5月20日には、現役時代もプレーした故郷のガリシア州選抜の監督（元デポルティボのフランと共同）に就任している。
2020年にはドバイにてサッカークラブ、フルサン・イスパニアFC（2021-2022シーズンはUAE3部リーグに所属）を設立、オーナーに就任した。また2021年にはレアル・マドリード時代の同僚のイケル・カシージャスとともにドバイにサッカースクールを開設するなど実業家としても活躍している。

## 所属クラブ
- 1994-1995  セルタ・デ・ビーゴB
- 1995-1999  セルタ・デ・ビーゴ

1996-1997 → UDサラマンカ (loan)
- 1999-2009  レアル・マドリード
- 2009-2012  ブラックバーン・ローヴァーズFC

## 代表歴

### 出場大会
- スペイン代表
  - 2006 FIFAワールドカップ

### 試合数
- 国際Aマッチ 53試合 0得点（1998年-2006年）[14]

| スペイン代表 | 国際Aマッチ | 国際Aマッチ |
| 年           | 出場        | 得点        |
| ------------ | ----------- | ----------- |
| 1998         | 3           | 0           |
| 1999         | 9           | 0           |
| 2000         | 5           | 0           |
| 2001         | 0           | 0           |
| 2002         | 5           | 0           |
| 2003         | 10          | 0           |
| 2004         | 8           | 0           |
| 2005         | 8           | 0           |
| 2006         | 5           | 0           |
| 通算         | 53          | 0           |

## タイトル

### クラブ
- レアル・マドリード
  - UEFAチャンピオンズリーグ: 1999–00, 2001–02
  - インターコンチネンタルカップ: 2002
  - UEFAスーパーカップ: 2002
  - リーガ・エスパニョーラ: 2000–01, 2002–03, 2006–07, 2007–08
  - スーペルコパ・デ・エスパーニャ: 2001, 2003, 2008

### 代表
- U-21スペイン代表
  - UEFA U-21欧州選手権: 1998